# Фридман, Элиус Моисеевич
Э́лиус Моисе́евич Фри́дман (10 сентября [28 августа] 1904, Кишинёв, Бессарабская губерния — 21 января 1982, Киев) — украинский советский скульптор-монументалист и архитектор. Заслуженный деятель искусств Украинской ССР (1964).

## Творчество
В 1929 году окончил Одесский политехникум изобразительных искусств и поселился в Киеве. В 1937 году, совместно с Е. И. Белостоцким и Г. Л. Пивоваровым, создал скульптурные композиции «Стахановцы промышленности» и «Стахановцы сельского хозяйства» для павильона УССР на Всесоюзной сельскохозяйственной выставке в Москве, монументальный барельеф «Ленин и Сталин» (1939, демонтирован в конце 1950-х годов) и горельеф «Старое и новое сельское хозяйство» (1939) для интерьера павильона. Создал скульптурные портреты А. М. Бучмы, Ю. В. Шумского (оба — 1947), В. И. Касияна, И. С. Паторжинского (1961), Л. И. Булаховского (1962).
Среди созданных Элиусом Фридманом памятников (главным образом совместно с Е. И. Белостоцким) — скульптурная композиция «В. И. Ленин и И. В. Сталин в Горках» в парке Химкинского вокзала канала Москва-Волга (Москва, 1937), обелиск участникам Трипольского похода в Триполье Обуховского района Киевской области Украины (1938), памятник стратонавтам (1938, установлен в Донецке в 1953) и памятник К. А. Гурову (1954) в Донецке, памятник Ленину в Харькове (1956), памятник Г. И. Котовскому в Умани (1957), памятник Карлу Марксу и Фридриху Энгельсу в Петрозаводске (в соавторстве с Е. И. Белостоцким и П. Ф. Остапенко, 1960), памятники В. И. Ленину в Киеве на заводе «Ленинская кузница» (совместно с архитектором Ключарёвым, скульпторами Е. И. Белостоцким и К. В. Диденко, 1946, разрушен «неизвестными» 22 февраля 2014 года) и в Соцгороде в Кривом Роге, статуя В. И. Ленина в зале Верховного Совета УССР (1961, демонтирована в начале 1990-х годов). Участвовал во Всесоюзных художественных выставках.

## Награды
- орден «Знак Почёта» (24.11.1960)

## Изображения

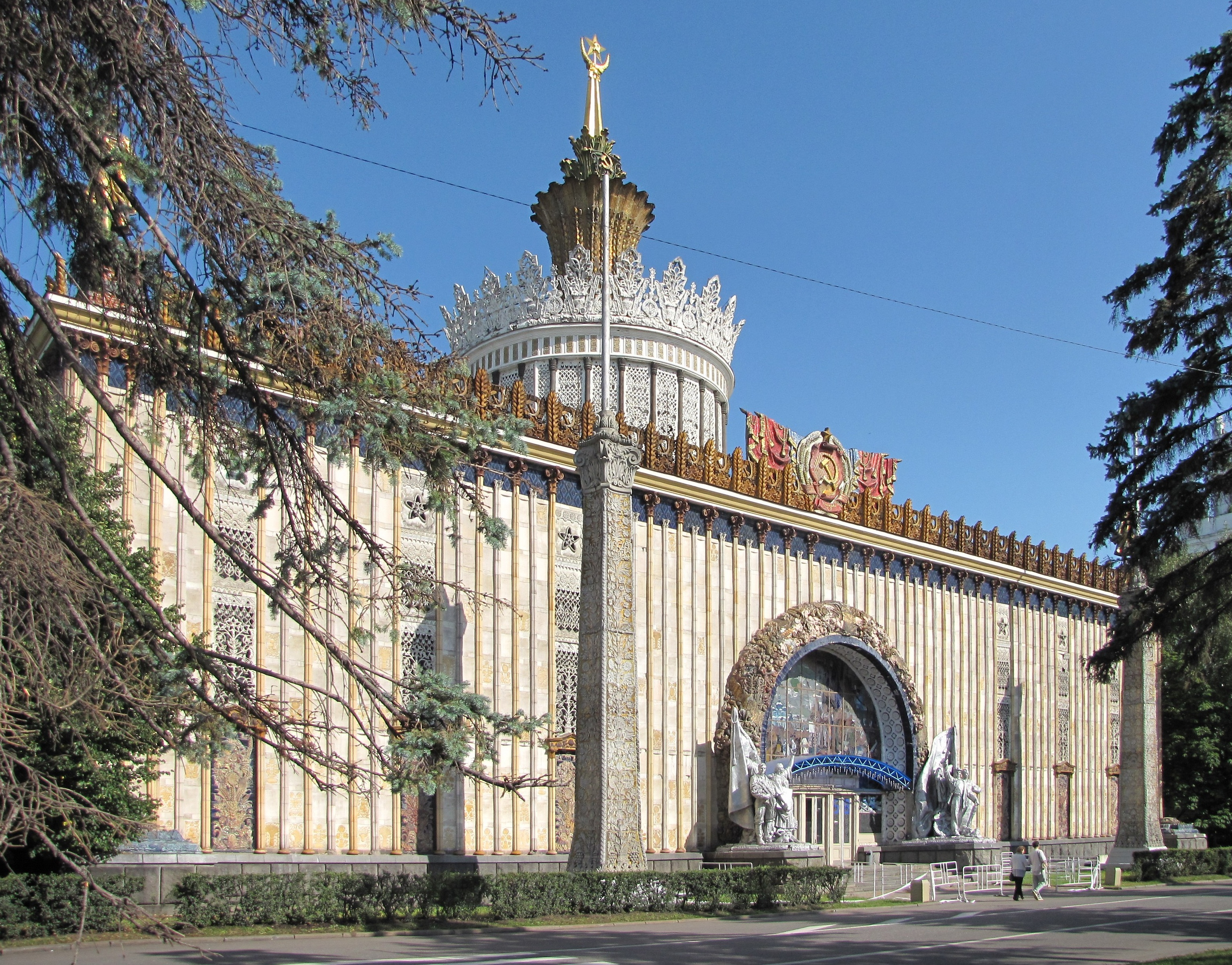
Павильон «Україна» на ВВЦ в Москве
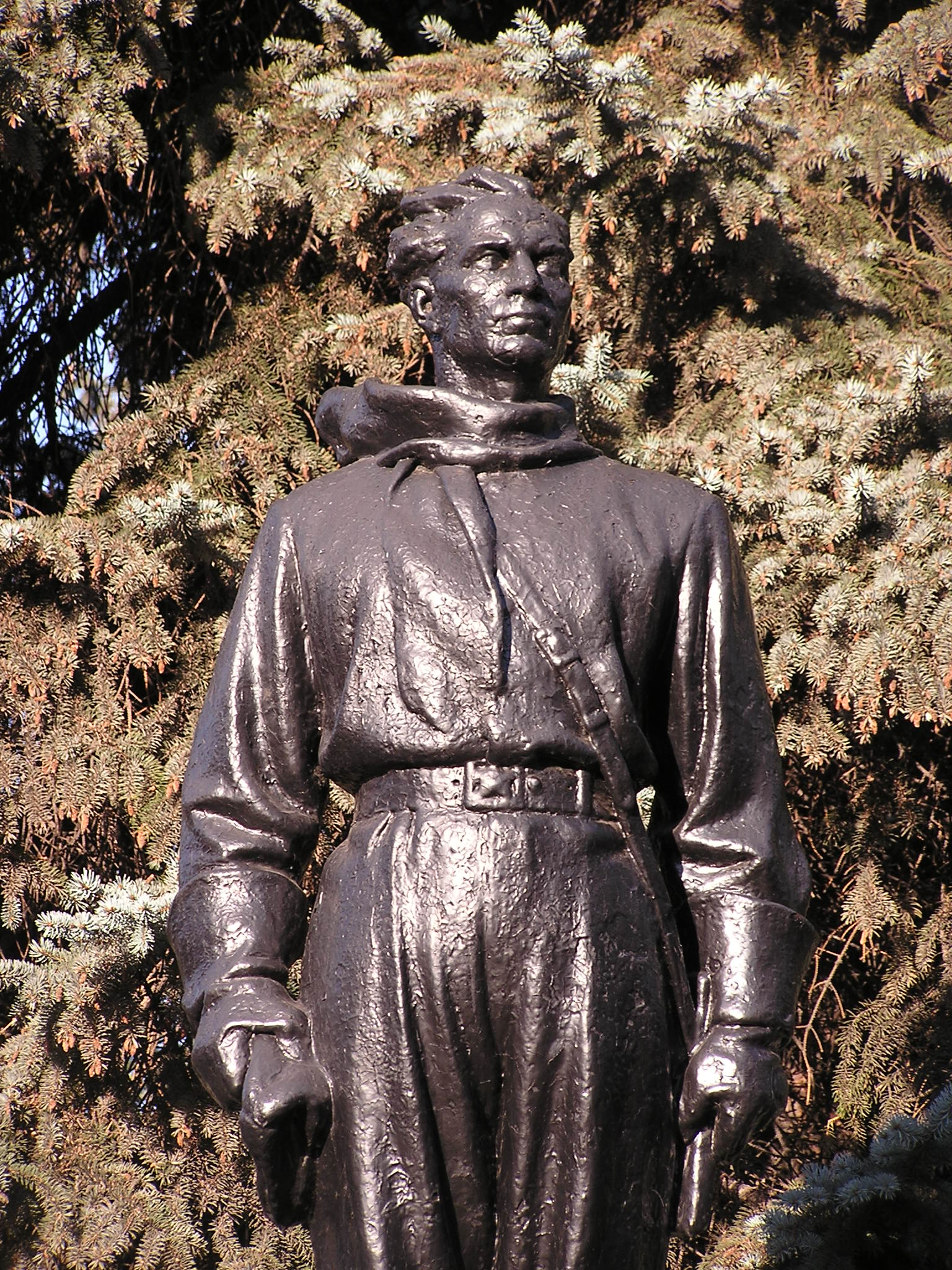
Памятник стратонавтам в Донецке (1938, установлен в 1953)
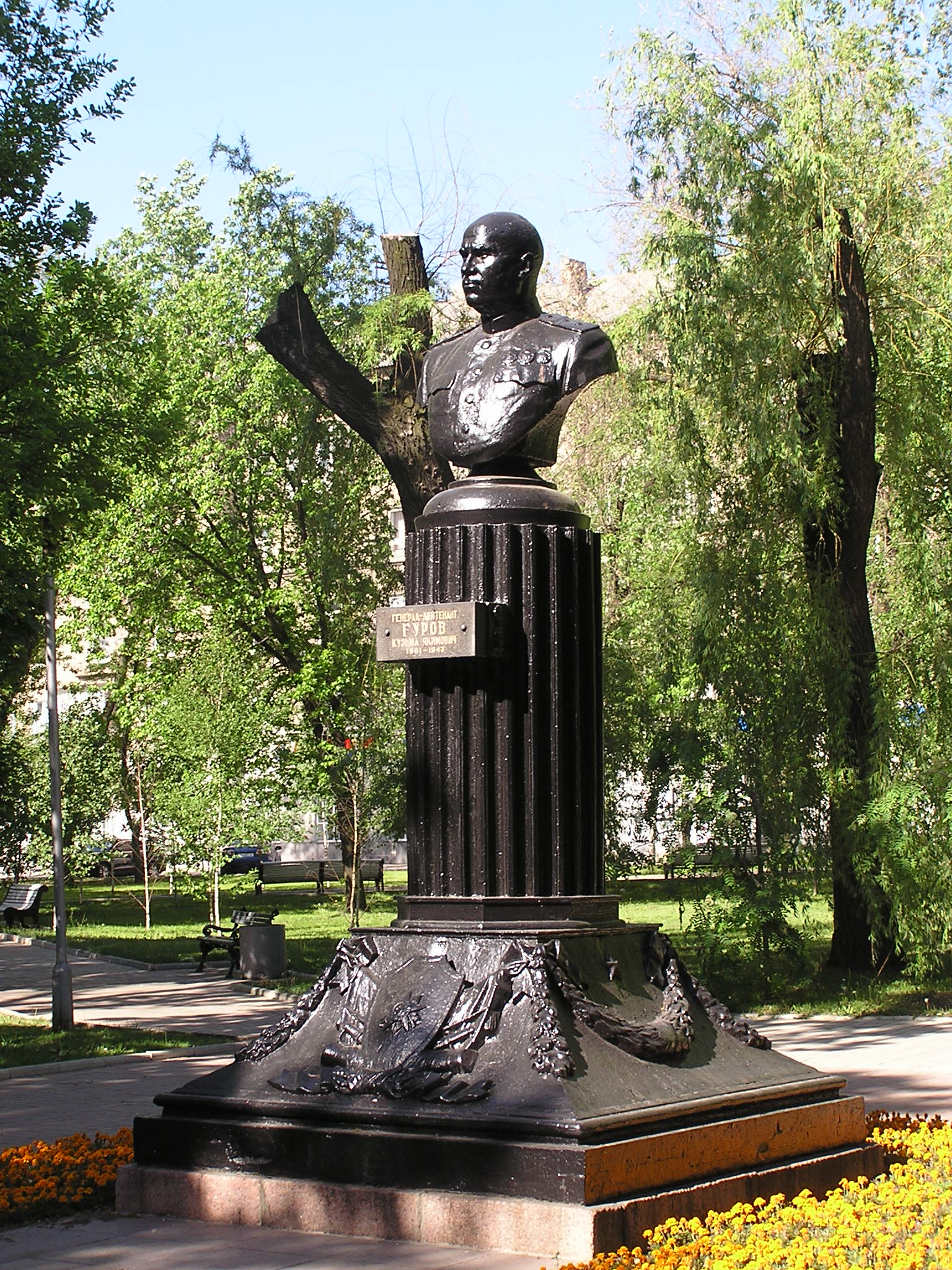
Памятник Гурову в Донецке (1954)
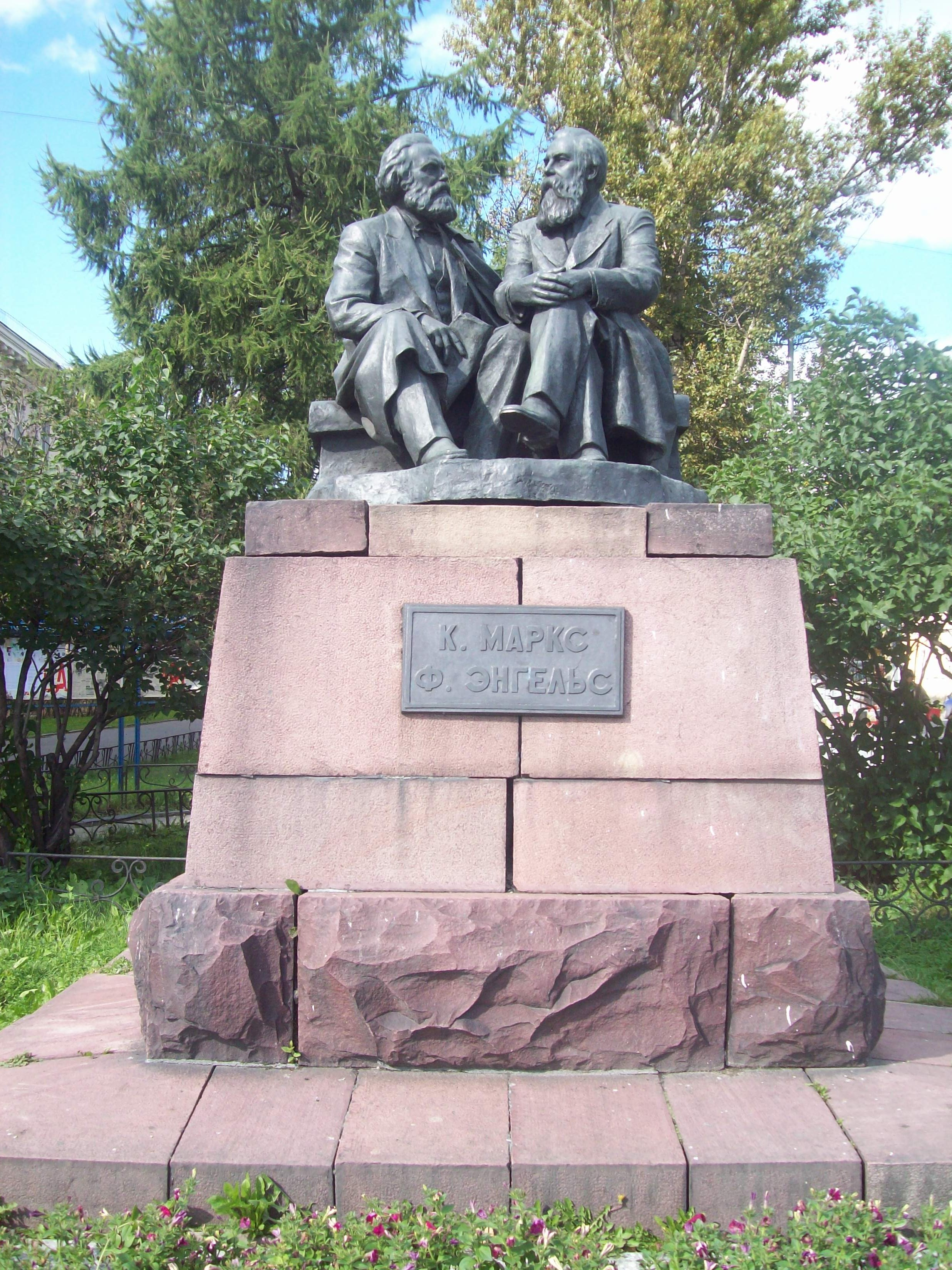
Памятник Карлу Марксу и Фридриху Энгельсу в Петрозаводске (1960)